# P/2016 G1 PANSTARRS
P/2016 G1 PANSTARRS è una cometa periodica appartenente alla famiglia delle comete della fascia principale. Scoperta dal programma di ricerca astronomica Pan-STARRS il 1º aprile 2016 già al momento dell'annuncio della scoperta erano state trovate immagini di prescoperta risalenti al 12 marzo 2016.
La cometa in effetti è un asteroide che è entrato in collisione con un asteroide più piccolo, la collisione ha frantumato l'asteroide in frammenti di dimensioni non superiori a 30 metri di diametro, questi frammenti e le polveri connesse hanno dato all'asteroide l'aspetto di una cometa, la collisione non è stata osservata ma secondo i calcoli fatti a posteriori sarebbe avvenuta il 6 marzo 2016, ± 3 giorni, permettendo la sua scoperta pochi giorni dopo.

## Caratteristiche fisiche e orbitali
L'asteroide che ha dato origine alla cometa P/2016 G1 PANSTARRS fa parte, così come la cometa, della famiglia di asteroidi Adeona formatasi circa 620 ± 190 milioni di anni fa a seguito di una collisione gigante tra due asteroidi. La famiglia Adeona è composta di asteroidi di tipo C e CH, consequentemente la cometa dovrebbe avere un nucleo cometario di uno di tali tipi.